# Kalanchoe robusta
Kalanchoe robusta es una especie de planta fanerógama perteneciente a la familia  Crassulaceae. Es endémica de la isla Yemeni de Socotra. Se hábitat natural son los roquedos y bordes de matorrales y montes bajos suculentos de 300-750 m s. n. m. Está tratada en peligro de extinción.

## Taxonomía
Kalanchoe robusta fue descrita por Isaac Bayley Balfour   y publicado en Proceedings of the Royal Society of Edinburgh 11: 512. 1881.
Etimología
Ver: Kalanchoe
robusta: epíteto latino que significa "robusta".